# Vittorio Luigi Delucchi
Vittorio Luigi Delucchi, född den 21 maj 1925 i Arogno, död 2015, var en schweizisk entomolog som var specialiserad på steklar.

## Auktorsnamn
Auktorsnamnet Delucchi kan användas för Vittorio Luigi Delucchi i samband med ett vetenskapligt namn inom zoologin; se Wikipedia-artiklar som länkar till auktorsnamnet.